# Max Kurzweil

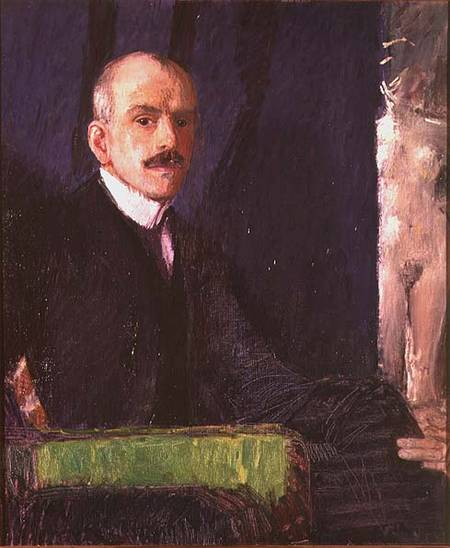
Zelfportret, ca. 1910

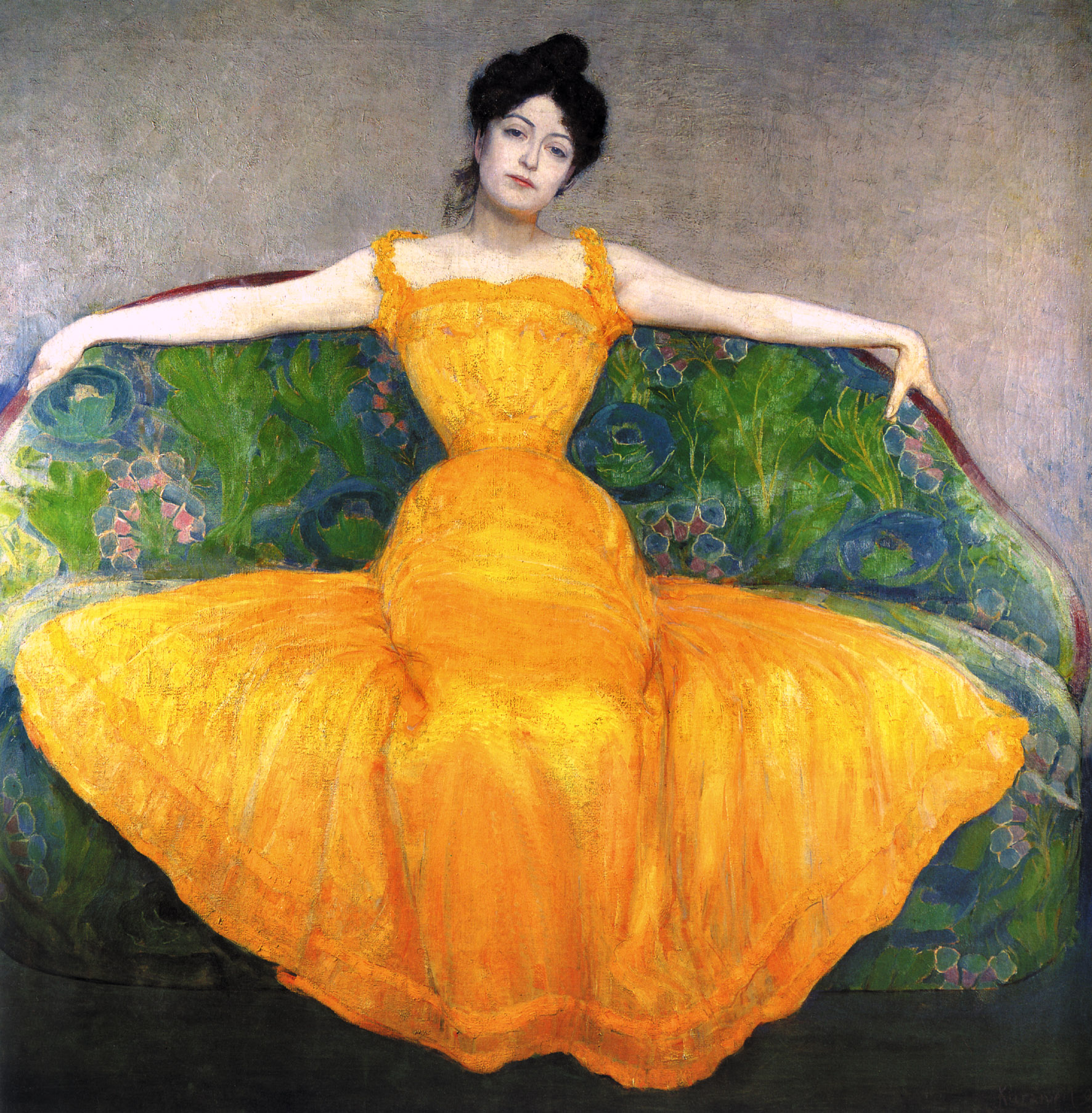
Dame im gelben Kleid, 1899

Maximilian Kurzweil (Bisenz, 12 oktober 1867 – Wenen, 9 mei 1916) was een Oostenrijks kunstschilder en graficus. Hij wordt vooral gerekend tot de jugendstil.

## Leven en werk
Kurzweil was de zoon van suikerfabrikant Karl Kurzweil en Maria Marterer. In 1879 verhuisde hij met zijn familie van Moravië naar Wenen en bezocht daar het gymnasium. Van 1886 tot 1895 studeerde hij er vervolgens aan de Academie voor Beeldende Kunst, onder Christian Griepenkerl (1886-1888) en Leopold Carl Müller (1890-1891).
Vanaf 1891 woonde hij lange tijd in Frankrijk, studeerde in Parijs aan de Académie Julian en huwde in 1895 zijn vrouw Marie-Josephine Marthe Guyot te Concarneau in Bretagne. Kort daarna keerde hij terug naar Wenen, waar hij een staatsmedaille kreeg en in 1897 samen met onder anderen Gustav Klimt en Koloman Moser een van de oprichters was van de Wiener Secession. De kunstenaars van de Secession wezen massakunst af en streefden naar een individuele artisticiteit, gekoppeld aan decoratieve eenheid in de architectuur, schilderkunst, kunstnijverheid en grafische kunst. Kurzweil werkte actief mee aan hun tijdschrift Ver Sacrum ('Heilige lente') en groeide uit tot een van de dragers van het nieuwe, progressieve artistieke klimaat in de Oostenrijkse hoofdstad.
Kurzweils vroege werk is exemplarisch voor de jugendstil in de schilderkunst uit die periode. Zijn bekendste werk is Dame im gelben Kleid uit 1899, met zijn vrouw Martha als model. Het schilderij toont de nieuwe esthetiek van de art nouveau, met ronde lijnen, geïnspireerd door de barok. De bekleding van de divan is een voorbode van de obsessie met ornamentele onderwerpen die de beweging van de Secession zou kenmerken.
In 1905 won Kurzweil als eerste de Villa Romanaprijs. In 1909 werd hij leraar aan een kunstschool voor meisjes. Tijdens de Eerste Wereldoorlog werkte hij als officieel oorlogsschilder in Moravië. In zijn latere werk neigde hij onder invloed van Ferdinand Hodler en Edvard Munch steeds meer naar het symbolisme.
In 1916 pleegde Kurzweil zelfmoord, nadat hij direct daarvoor zijn jonge geliefde, een van zijn leerlingen, had doodgeschoten.

## Galerij

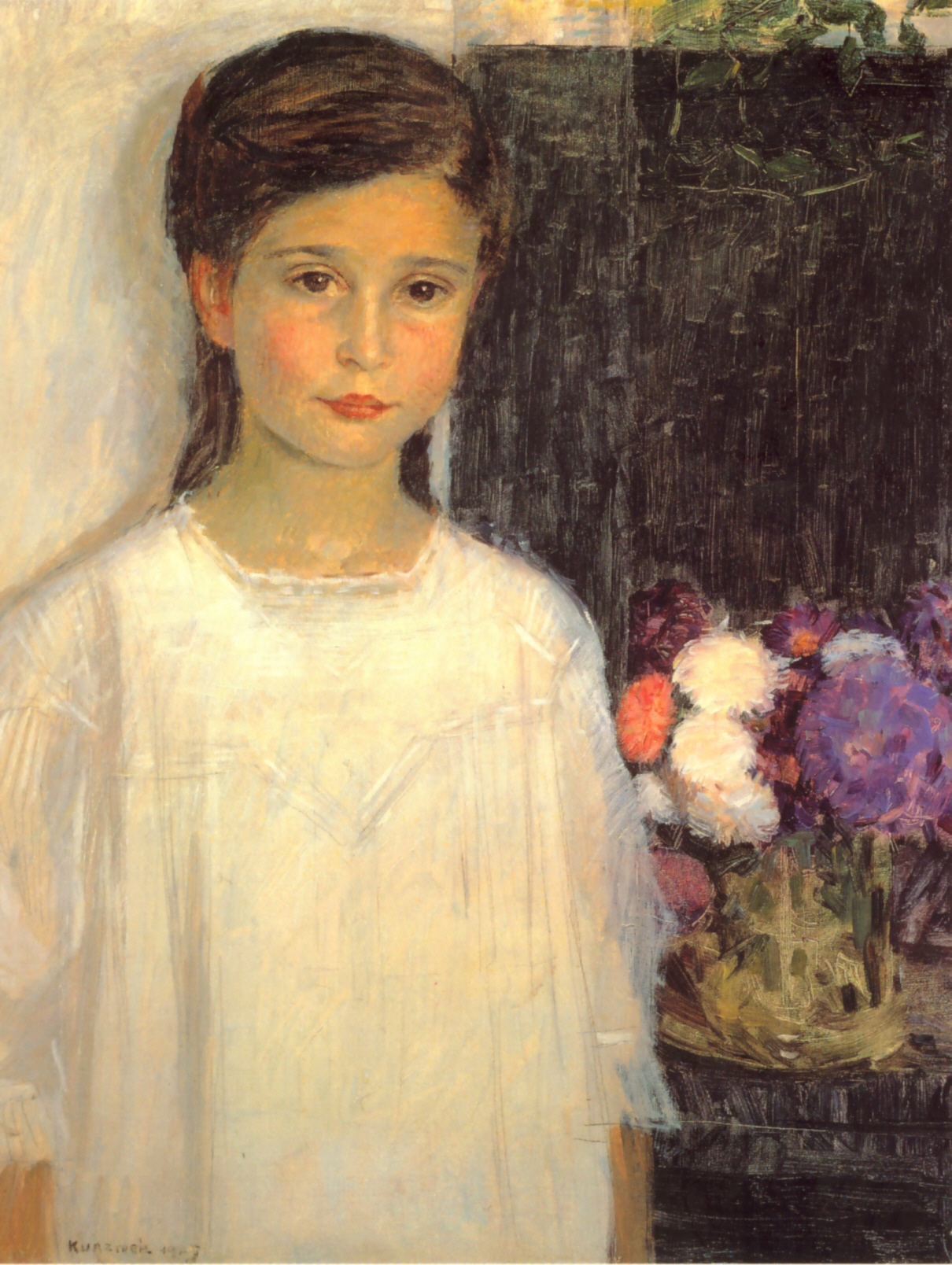
Mira Bauer, 1908
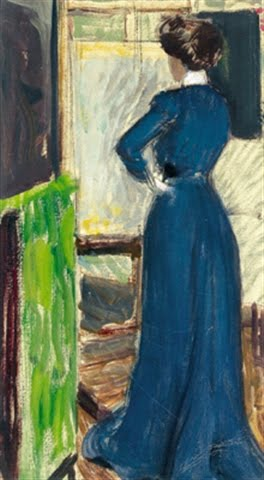
Martha Kurzweil, 1902
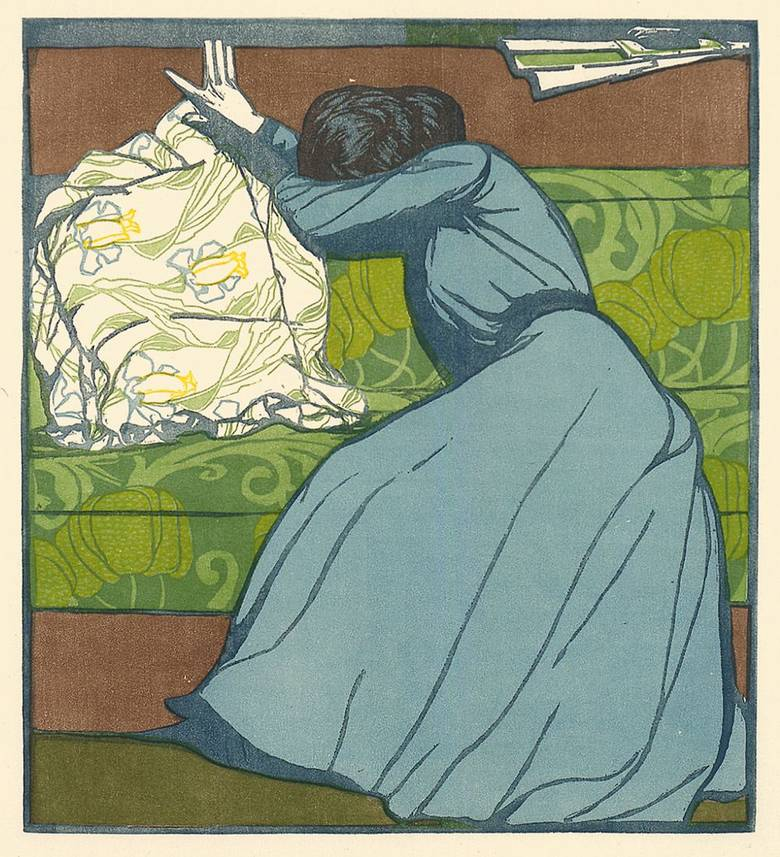
Polster, houtsnede, 1903
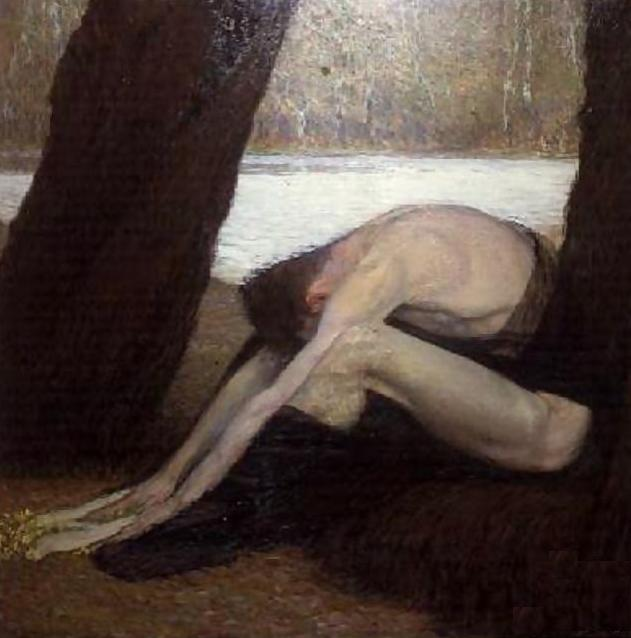
Wanhoop, ca. 1912